# Mamzer (judaizm)
Mamzer (hebr. ממזר) – w judaizmie żydowskie dziecko narodzone ze związku zakazanego prawnie (głównie kazirodczego lub cudzołożnego). Termin mamzer nie jest jednoznaczny ze słowem bękart, gdyż nie dotyczy wszystkich nieślubnych dzieci. 
Mamzer i jego potomkowie do dziesiątego pokolenia wyłączeni są ze społeczności żydowskiej. Obłożeni są zakazem zawierania małżeństw z pełnoprawnymi żydami.
Mamzerowie zostaną oczyszczeni dopiero w czasach mesjańskich.